# Insecure
Insecure is een Amerikaanse televisieserie ontwikkeld door Issa Rae en Larry Wilmore die werd uitgezonden tussen 9 oktober 2016 en 26 december 2021 op HBO. De serie is gedeeltelijk gebaseerd op Rae's veelgeprezen webserie Awkward Black Girl. De serie werd genomineerd voor drie Golden Globe Awards en veertien Primetime Emmy Awards, waarvan het er een won.

## Verhaal
Issa, een jonge Afro-Amerikaanse vrouw van bijna dertig, stelt haar leven en haar levensplannen in vraag door middel van nieuwe ervaringen.

## Rolverdeling
| Acteur           | Personage       | Opmerkingen                           |
| ---------------- | --------------- | ------------------------------------- |
| Issa Rae         | Issa Dee        |                                       |
| Yvonne Orji      | Molly Carter    |                                       |
| Jay Ellis        | Lawrence Walker |                                       |
| Lisa Joyce       | Frieda          | seizoenen 1-3; gastster, seizoen 5    |
| Natasha Rothwell | Kelli Prenny    | seizoenen 2-5; terugkerend, seizoen 1 |
| Amanda Seales    | Tiffany DuBois  | seizoenen 2-5; terugkerend seizoen 1  |
| Y'lan Noel       | Daniel King     | seizoenen 2-3; terugkerend, seizoen 1 |
| Alexander Hodge  | Andrew Tan      | seizoen 4; terugkerend, seizoen 3     |
| Kendrick Sampson | Nathan Campbell | seizoenen 4-5; terugkerend, seizoen 3 |
| Leonard Robinson | Taurean Jackson | seizoen 5; terugkerend, seizoenen 3-4 |
| Courtney Taylor  | Sequoia "Quoia" | seizoen 5; terugkerend, seizoen 4     |